# Parc national de la Haute Campine
Le parc national de la Haute Campine (en néerlandais : Nationaal Park Hoge Kempen) est un parc national situé dans la Région flamande en Belgique. Créé en mars 2006, c'etait le premier parc national en Belgique.
Il est situé dans l'est de la province du Limbourg, entre Genk et la Vallée de la Meuse. Il avait initialement une superficie de 5750 hectares sur les territoires des communes d'As, Dilsen-Stokkem, Genk, Lanaken, Maasmechelen et Zutendaal. Il a été agrandi en 2018 et 2020, et couvre depuis plus du double de sa surface initiale avec 12 742 hectares. Il fait partie du réseau Natura 2000. 
Le site a été proposé en 2011 pour une inscription au patrimoine mondial et figure sur la « liste indicative » de l’UNESCO dans la catégorie patrimoine culturel et naturel.

## Description
La région est principalement constituée de landes et de forêts de pins. Il y a des arbres à feuilles caduques, des dunes, des marais, des ruisseaux, des vallées sèches, des étangs, des gravières et d’anciens terrils miniers. La flore comprend le genévrier, les ajoncs, la bruyère cloche, les mousses, l'asphodèle. La faune renferme des libellules, divers amphibiens, le lézard vivipare, la vipère péliade, le pic noir, le renard roux, la martre des pins, l'engoulevent d’Amérique et le chevreuil. 
Il y a un réseau de 200 km de sentiers de randonnée dans le parc national.

## Agrandissements
En 2018, le parc s’est agrandi de dix kilomètres carrés en ajoutant le Klaverberg et le terril adjacent de la mine de charbon Waterschei, fermée en 1987, le Heiderbos, le Moorsberg et l’Opglabbekerzavel à Genk et As, passant de 57 à 67 km².
En 2020, le parc national a doublé de superficie pour atteindre 12 742 hectares (127 km²), en ajoutant les réserves naturelles de Duinengordel, Bergerven et le site Natura 2000 de Munsterbos, respectivement sur le territoire des communes de Maaseik, Bree, Oudsbergen et Bilzen et quelques parcelles adjacentes à la zone d’origine.
À long terme, la vallée du Bosbeek, qui fait partie du site Natura 2000 « Vallée du Bosbeek et zones forestières et landes adjacentes à As-Opglabbeek-Maaseik », avec la zone source à As et Waterschei et l’embouchure de la Meuse près de Maaseik, sera également intégrée dans le parc national.

## Galerie

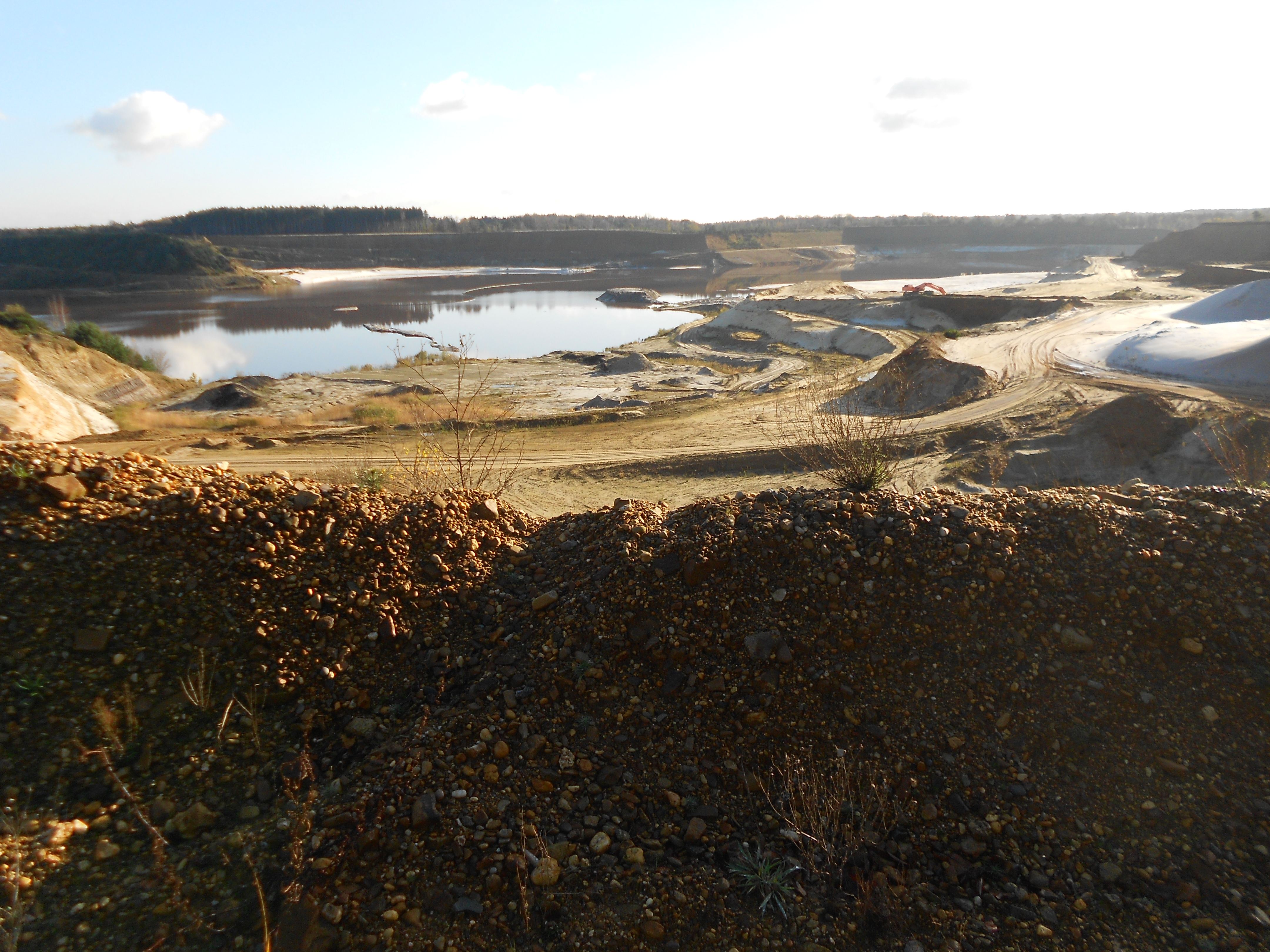
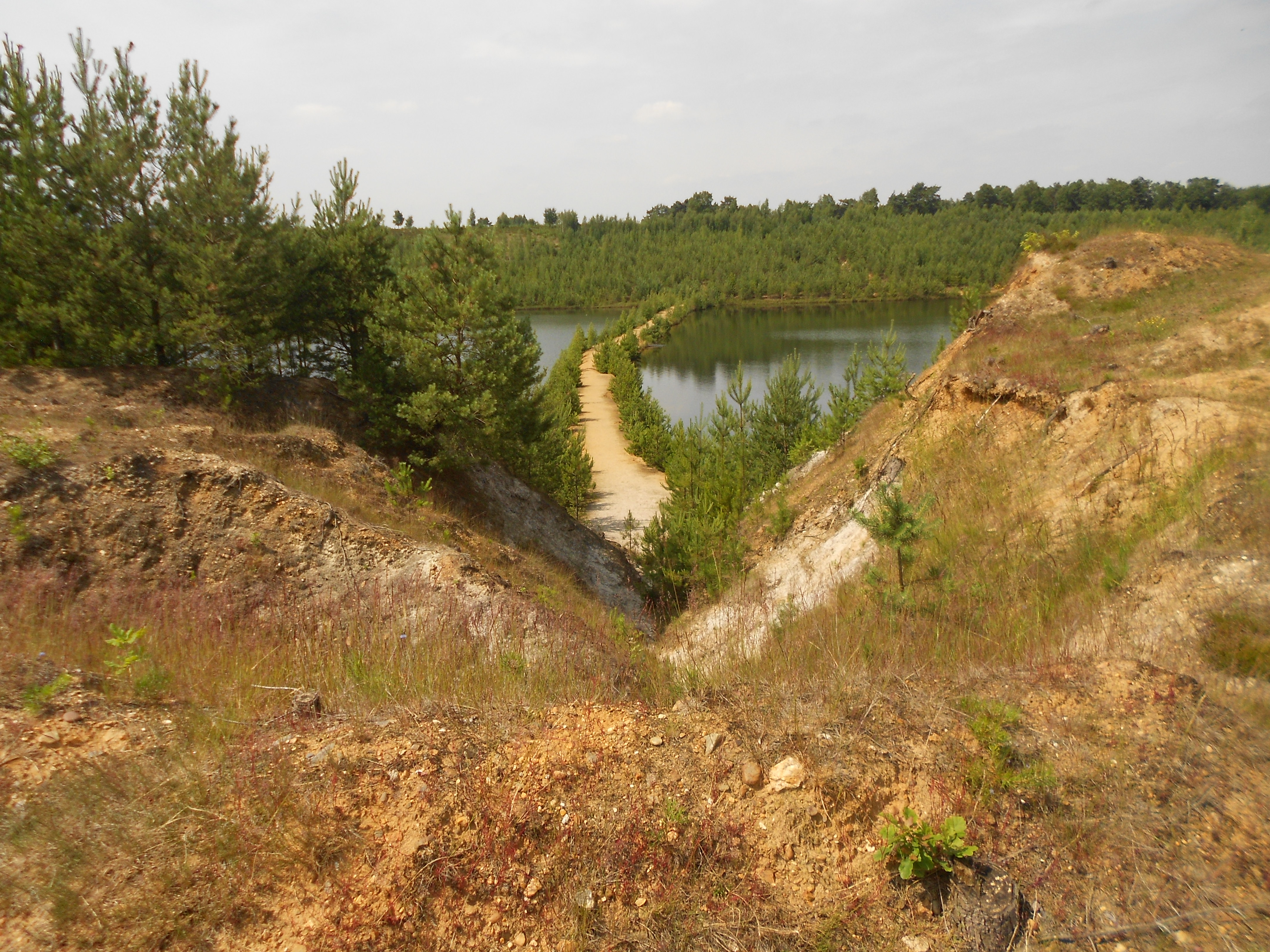
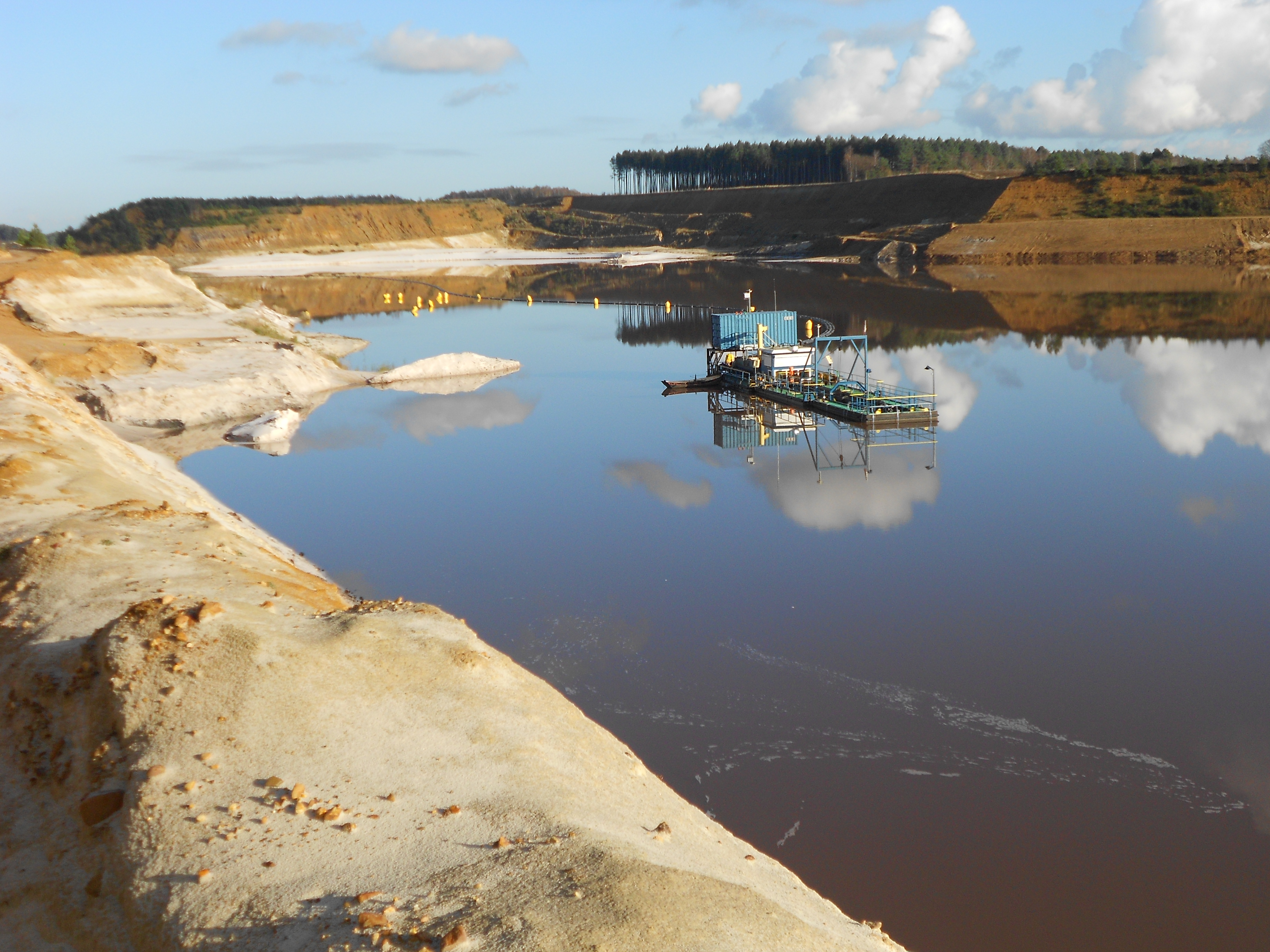
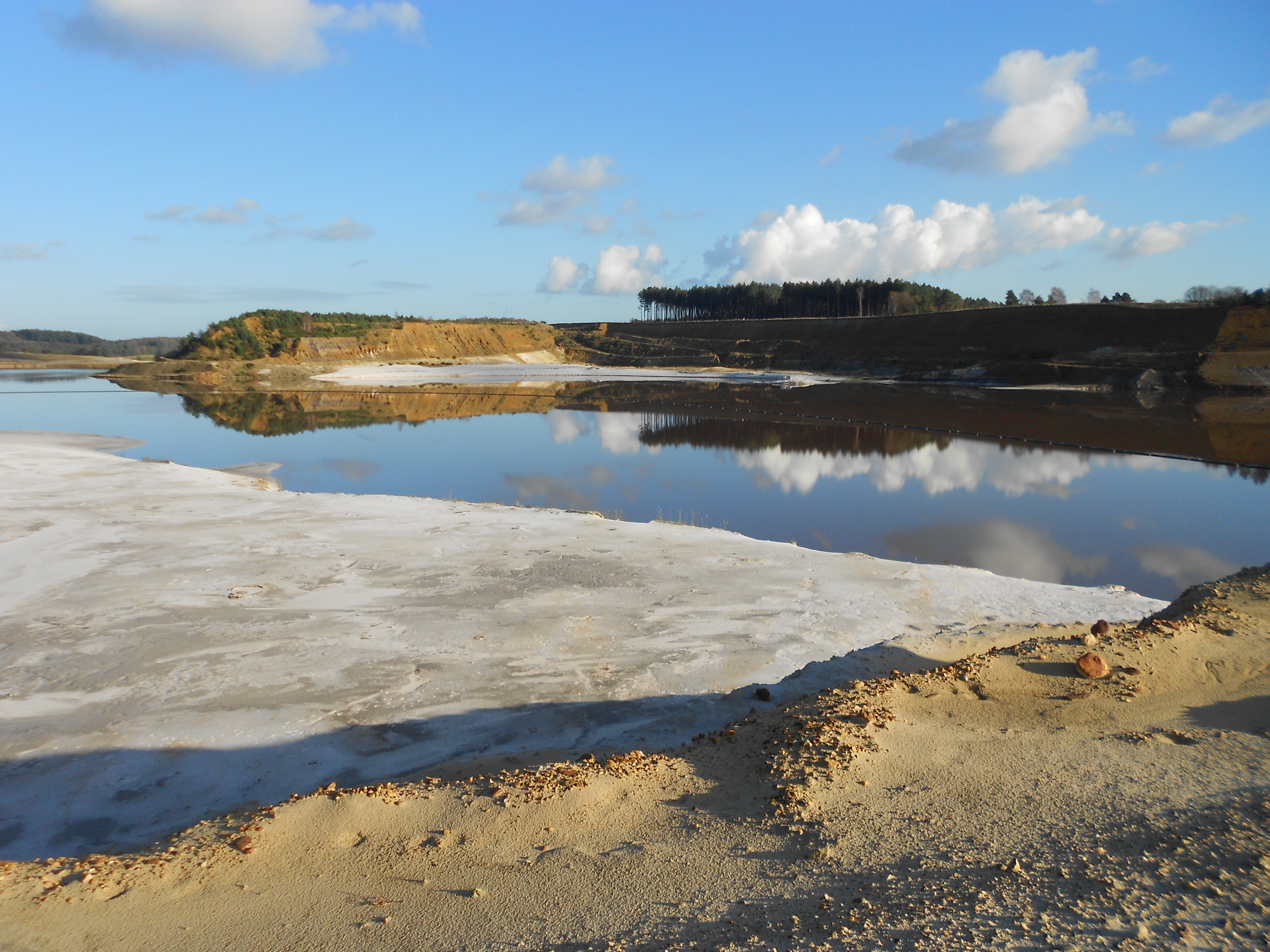